# Al-Hasakah (tỉnh)
Al-Hasakah (tiếng Ả Rập: الحسكة / ALA-LC: Muḥāfaẓat al-Ḥasakah; tiếng Syriac cổ điển: ܓܙܪܬܐ Gozarto) là một tỉnh ở cực đông bắc của Syria. Tỉnh có các vùng đất màu mỡ, nguồn nước đồi dào, thiên nhiên tươi đẹp và có trên một trăm di chỉ khảo cổ học. Nó bao gồm một phần của tỉnh Al-Jazira cũ.
Phía bắc giáp các tỉnh Şanlıurfa, Mardin và Şırnak của Thổ Nhĩ Kỳ, phía nam giáp tỉnh Deir ez-Zor, phía đông giáp các tỉnh Dohuk và Nineveh của Iraq, phía tây giáp tỉnh Ar-Raqqah.